# TheHill88
Кейтлин Хилл (англ. Caitlin Hill, 8 сентября 1988) — YouTube-знаменитость, известная под ником TheHill88. Канал TheHill88 в 2009 году входил в сотню лидеров по количеству подписок на YouTube (при около 5 миллионах просмотров).
С 2008 года Кейтлин — арт-директор (англ. Chief Creative Officer) компании Hitviews, оказывающей посреднические услуги для рекламодателей и интернет-знаменитостей.
Делясь своими планами Кейтлин отметила, что «хотела бы исследовать всё, связанное с индустрией развлечений: написание сценариев, продюсирование, режиссирование, монтаж, что угодно. Хотела бы участвовать в этом, насколько широко это возможно».
Пользователь YouTube, ведущий канал EclecticAsylumArt, выполнил портрет TheHill88 веджимайтом на девяти тостах.